# Система Колле
Система Колле — шаховий дебют, різновид дебюту ферзевих пішаків. Починається ходами:
1. d2-d4 d7-d5 
 2. Кg1-f3 Кg8-f6 
 3. e2-e3 e7-e6 
 4. Сf1-d3 c7-c5 
 5. c2-c3

## Історія
Дана система гри відома з середини XIX століття, однак в широку практику дебют був введений в 1920-х рр. бельгійським шахістом Едгаром Колле, чиїм ім'ям він згодом і був названий. Надалі дебют отримав розвиток, за чорних були знайдені шляхи для рівняння гри. Великий внесок у становлення даного початку вніс американський шахіст Д. Колтановський, внаслідок чого в деяких джерелах використовується назва «система Колле — Колтановського». Систему Колле застосовують на практиці шахісти різного рівня, в тому числі П. Свідлер, В. Ананд, М. Карлсен.

## Ідеї дебюту
Основна ідея білих полягає в тому, щоб створити пішаковий «клин» c3-d4-e3 і розставити свої фігури за схемою: слон на d3, коні на d2 і f3 (послідовність ходів може бути різною). В результаті складається позиція, подібна із захистом Чигоріна, але зі зміною кольору і додатковим темпом у білих. Далі йде рокіровка, після чого білі здійснюють прорив e3-e4 з метою розкриття центру і розвитку фігурної атаки на королівському фланзі суперника.
Недоліком даної системи є повільність: білі повинні зробити не менше 7 ходів, перш ніж приступити до реалізації своїх задумів, за цей час чорні при грамотній грі можуть зірвати плани противника. Наприклад, О. О. Алехін зрівнював гру шляхом 3. ... Сc8-f5 4. Сf1-d3 e7-e6 5. Сd3: f5 e6: f5 6. Фd1-d3 Фd8-c8 7. b2-b3 Кb8-a6 або 4 . c2-c4 e7-e6 5. Фd1-b3 Фd8-c8 6. Кb1-c3 c7-c6. Інша проблема дебюту пов'язана з розвитком слона c1, він змушений залишатися на початковій позиції аж до просування e3-e4.

## Варіанти
- 5. …Кb8-c6 6. Кb1-d2
  - 6. …Сf8-d6
  - 6. …Сf8-e7
- 5. …Кb8-d7 6. Кb1-d2
  - 6. …Сf8-d6
  - 6. …Сf8-e7
- 5. …Сf8-d6
- 5. …Сf8-e7
- 5. …c5-c4
- 5. …b7-b6

## Приклади
- Колле — Дельво, Гент, 1929

1. d2-d4 Кg8-f6 2. Кg1-f3 e7-e6 3. e2-e3 d7-d5 4. Сf1-d3 c7-c5 5. c2-c3 Кb8-c6 6. Кb1-d2 Сf8-e7 7. 0—0 c5-c4 8. Сd3-c2 b7-b5 9. e3-e4 d5:e4 10. Кd2:e4 0—0 11. Фd1-e2 Сc8-b7 12. Кf3-g5 h7-h6 13. Кe4:f6+ Сe7:f6 14. Фe2-e4 g7-g6 15. Кg5:e6 f7:e6 16. Фe4:g6+ Сf7-g7 17. Фg6-h7+ Крg8-f7 18. Сc2-g6+ Крf7-f6 19. Сg6-h5 Кc6-e7 20. Сc1:h6 Лf8-g8 21. h2-h4 Сg7:h6 22. Фh7-f7× 1-0.
- Колле — Джон О`Хенлон, Ніцца, 1930

1. d2-d4 d7-d5 2. Кg1-f3 Кg8-f6 3. e2-e3 c7-c5 4. c2-c3 e7-e6 5. Сf1-d3 Сf8-d6 6. Кb1-d2 Кb8-d7 7. 0—0 0—0 8. Лf1-e1 Лf8-e8 9. e3-e4 d5:e4 10. Кd2:e4 Кf6:e4 11. Сd3:e4 c5:d4 12. Сe4:h7+ Крg8:h7 13. Кf3-g5+ Крh7-g6 14. h2-h4 Лe8-h8 15. Лe1:e6+ Кd7-f6 16. h4-h5+ Крg6-h6 17. Лe6:d6 Фd8-a5 18. Кg5:f7+ Крh6-h7 19. Кf7-g5+ Крh7-g8 20. Фd1-b3+ 1-0.